# Björn Frykhed
Björn Arne Gunnar Frykhed, född 4 augusti 1940 i Högalids församling i Stockholm, död 25 december 2019 i Vårdsbergs distrikt i Östergötlands län, var en svensk militär. 

## Biografi
Frykhed gick underbefälsutbildning vid Svea trängregemente 1960–1962 och utnämndes till furir där 1962, varefter han gjorde trupptjänstgöring där och genomgick underofficersutbildning vid Arméns underofficersskola 1962–1967, befordrad till överfurir 1964 och till sergeant 1967. Han studerade vid Försvarets läroverk 1968–1970 och vid Krigsskolan 1968–1971, varpå han avlade studentexamen 1970 och officersexamen 1971. Han utnämndes till fänrik vid Svea trängregemente 1971, tjänstgjorde där 1971–1973, befordrades till löjtnant 1972, utbildade sig vid Arméns underhållsskola 1973–1974, befordrades till kapten 1974, tjänstgjorde vid regementet 1974–1977 och gick Allmänna kursen vid Militärhögskolan 1977–1978. År 1978 befordrades han till major, varpå han var kompanichef vid regementet 1978–1980, gick Högre kursen vid Militärhögskolan 1980–1981, tjänstgjorde i Trängavdelningen vid Arméstaben 1981–1984, var lärare på Högre kursen vid Militärhögskolan 1984–1987 och var ställföreträdande chef för Svea trängbataljon 1987–1990, befordrad till överstelöjtnant 1989. Frykhed var chef för Svea trängbataljon 1990–1993, varpå han var chef för Underhållssektionen (Sektion 2) vid Livgrenadjärregementet från 1993 till sin pensionering 1998.